# Рока Сан Кашано
Рока Сан Кашано (итал. Rocca San Casciano) је насеље у Италији у округу Форли-Чезена, региону Емилија-Ромања.
Према процени из 2011. у насељу је живело 1583 становника. Насеље се налази на надморској висини од 213 м.

## Становништво
| 1951. | 1961. | 1971. | 1981. | 1991. | 2001. | 2011. |
| ----- | ----- | ----- | ----- | ----- | ----- | ----- |
| 4.708 | 3.462 | 2.416 | 2.306 | 2.161 | 2.116 | 2.000 |